# Útgarða-Loki

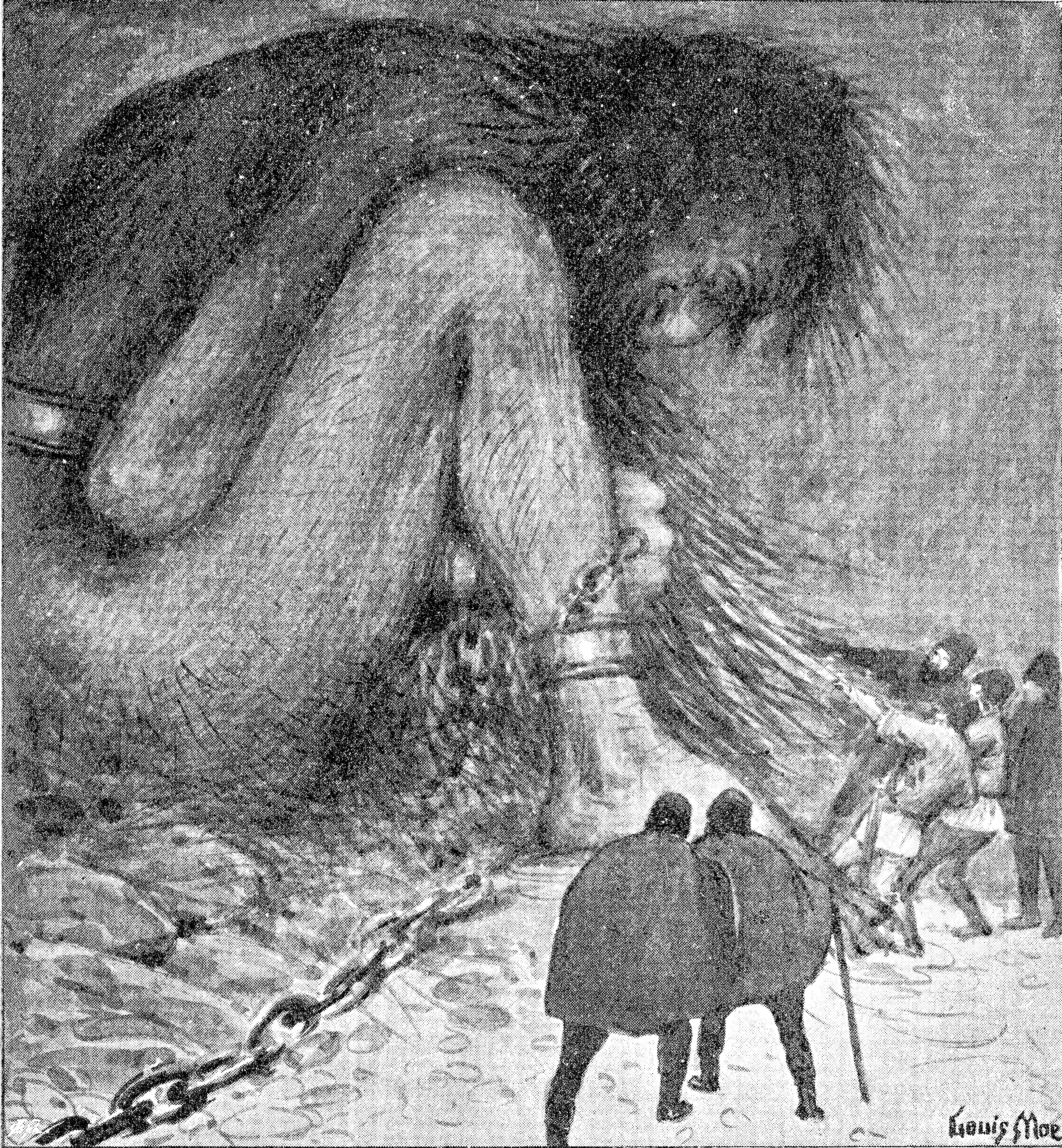
Thorkil en la cámara de Utgarthilocus, ilustración de Louis Moe (1898)

En la mitología nórdica, Útgarða-Loki (Utgarda-Loki, Skrýmir y otras formas) era el gobernante del castillo Útgarðir en Jötunheimr. Era uno de los gigantes y su nombre significa literalmente "Loki del exterior", para distinguirlo de Loki, el compañero de Thor.
Según la Edda prosaica, Thor viajó a Útgarðir junto con Þjálfi y Loki. Tomaron parte en varios concursos organizados por Útgarða-Loki. Las pruebas fueron todas manipuladas. Loki participó en un concurso de consumir alimentos contra la personificación del fuego. Þjálfi compitió en una carrera contra la mente de Útgarða-Loki. Thor luchó con Elli, que era la vejez personificada, intentó levantar a Jörmungandr que apareció bajo la forma de un gato e intentó vaciar un cuerno de beber, que estaba conectado al mar.

## Gesta Danorum
En la Gesta Danorum, en una expedición a la tierra de los gigantes, se encuentra uno llamado Utgarthilocus. Fue invocado para provocar una tormenta contra unos enemigos.
| Ex qua item atrum obscenumque conclave visentibus aperitur. Intra quod Utgarthilocus manus pedesque immensis catenarum molibus oneratus aspicitur, cuius olentes pili tam magnitudine quam rigore corneas aequaverant hastas. Quorum unum Thorkillus, adnitentibus sociis, mento patientis excussum, quo promptior fides suis haberetur operibus, asservavit; statimque tanta foetoris vis ad circumstantes manavit, ut nisi repressis amiculo naribus respirare nequirent. | Desde aquí los visitantes pueden ver una sucia y repulsiva cámara, dentro de la cual pueden avistar a Utgartha-Loki, con sus manos y pies cargados de pesados grilletes. Sus fétidos cabellos eran largos y duros como lanzas de madera de corno. Thorkil se quedó con uno de ellos como una prueba visible de su hazaña, y tiró con sus amigos hasta que lo arrancaron del mentón sin que opusiera resistencia; inmediatamente un horrible hedor inundó a los que allí estaban, que tuvieron que taparse las narices con sus capas y apenas podían respirar. — Traducción al español de la traducción de Fisher. |  |

Aparte del nombre del gigante hay muy poca información de Útgarða-Loki en los trabajos de Snorri.
La figura del gigante atado guarda una semejanza con Loki, quien también yace encadenado y torturado en una cueva.